# Sophronitis reginae
Cattleya reginae là một loài lan đặc hữu của the Serra da Caraça mountains in the state of Minas Gerais of Brasil.